# Templo de Dioniso (Cnido)
El Templo de Dioniso era un antiguo templo griego dedicado a Dioniso en la ciudad de Cnido, en Asia Menor, en la actual Turquía.
Se construyó en el período helenístico. Estaba situado en el lado norte del istmo que separa los puertos de Cnido. Se construyó en estilo jónico y probablemente fue un templo períptero. El material de construcción era el mármol. El edificio se ha identificado en las excavaciones por los frisos que representan a Dioniso.
En el emplazamiento del templo se encuentran las ruinas de una iglesia (conocida como Iglesia C), construida a principios del período bizantino y que reutilizó las piedras del templo. Se construyó como muy tarde en el 400 d. C. La iglesia tenía tres naves, con un nártex en el extremo oeste y un ábside en el extremo este.